# الثعبان (نجم)
نجم الثعبان الاسم الإنكليزي Alpha Draconis واسمه التقليدي Thuban وهو مشتق من الاسم العربي. الثعبان نجم في كوكبة التنين. وهو نجم غير واضح في سماء النصف الشمالي للكرة الأرضية. وكان يعتبر نجم القطب الشمالي في العصور القديمة.
اسم الثعبان هو الاسم الأكثر انتشارا على الرغم من أنه يحمل اسم ألفا دراغون حسب طريقةتسمية باير، يملك قدر ظاهري مقداره 3.65+ وهو أقل ب 3.7 مرة من نجم التنين (ألفا التنين) في كوكبة التنين، والثعبان غير متألق بشكل كافي ليرى من المناطق ذات التلوث الضوئي.

## استخدامه كنجم قطب
نظرا للحركة البدارية لمحور الأرض, كان الثعبان النجم الأقرب المرئي بالعين المجردة إلى القطب الشمالي منذ 3942 قبل الميلاد، عندما تحرك للشمال أكثر من النجم ثيتا العواء واستمر حتى سنة 1793 قبل الميلاد، عندما حل محل النجم كابا التنين, أخذ الثعبان أقرب بعد عن القطب سنة 2787 قبل الميلاد عندما كان يبعد أقل من دقيقتين ونصف قوسية عن القطب الشمالي، وبقي ضمن مجال درجة واحدة عن القطب فيما بعد لمدة 200 سنة، وحتى بعد 900 سنة من أكثر قرب للقطب بقي بعده ضمن بضع درجات حوالي 5 درجات، وبقي معتبرا نجم القطب حتى سنة 1900 قبل الميلاد عندما أصبح نجم الكوكب الأكثر بريقا أكثر قربا إلى القطب.

## التصنيف

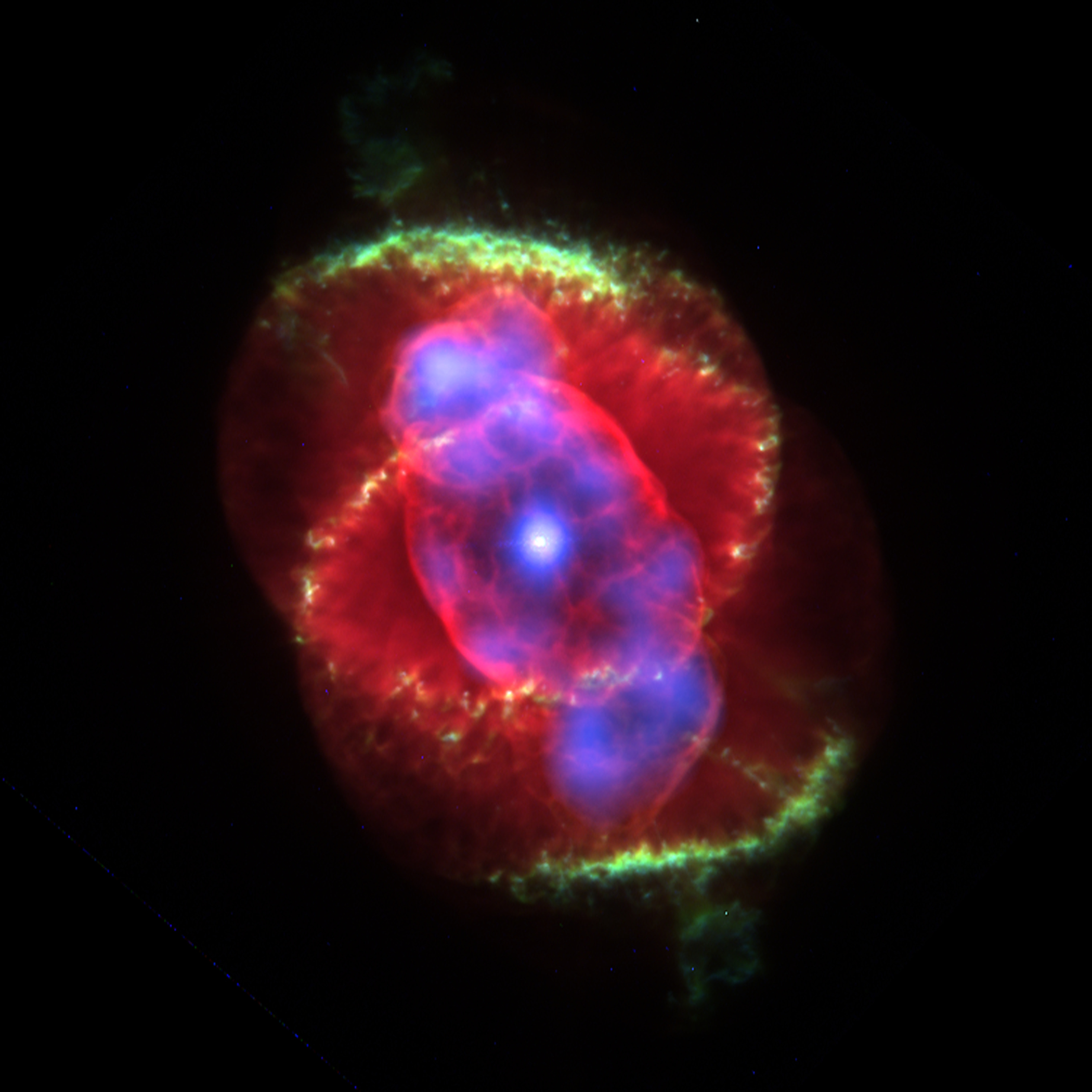
سديم عين القط ، وهو موجود في كوكبة التنين.

ينتمي الثعبان إلى الفئة الطيفية النجمية A0III وهو مشابه لدرجة حرارة والطيف الكهرومغناطيسي للنسر الواقع، لكن لديه طاقة وكتلة أكثر، والثعبان ليس نجم نسق أساسي ولم يعد في مركزه الهيدروجين في نواته كافي للاندماج النووي ويوجد الهيليوم للاندماج مما يجعله عملاقًا أبيضَ معطيا طاقة أكثر ب 250 مرة من طاقة الشمس.
لا يوجد للثعبان شذوذ حقيقي غير أنه من النادر أن يوجد عملاق في الفئة A وهذا يدل على أن الثعبان لن يبقى نجم عملاق لفترة طويلة من الزمن ومن المرجح على أنه سوف يستمر في التمدد إلى أن يصبح عملاقا برتقاليا من الفئة K مثل نوع الدبران وبعد أن يستنفذ الهيليوم سيبدأ بحرق أكسيد الكربون لينتهي كعملاق أزرق مثل نجم الوزن في كوكبة قنطورس.
الثعبان هو نجم ثنائي حيث يدور رفيقه في مداره خلال 51 يوم ولا يعرف رفيقه بالضبط من خلال الصور لكنه يعتقد بسبب حجمه أنه قزم أحمر أو ذو كتلة أقل قزم أبيض.